# Sinikka Mönkäre
Taru Sinikka Mönkäre, właśc. Taru Sinikka Laisaari (ur. 6 marca 1947 w Sippoli) – fińska polityk, lekarka i działaczka samorządowa, posłanka do Eduskunty, w latach 2003–2005 minister transportu i łączności, następnie do 2007 minister sprawiedliwości.

## Życiorys
Ukończyła studia medyczne, uzyskując następnie doktorat w zakresie medycyny. Pracowała jako lekarka w szpitalach w Salo, Imatrze i Turku, specjalizując się w leczenia chorób zawodowych dotykających płuc. Zaangażowała się w działalność polityczną w ramach Socjaldemokratycznej Partii Finlandii. Od początku lat 80. była radną miejską w Imatrze, pełniła funkcję przewodniczącej rady miejskiej.
W latach 1987–1991 po raz pierwszy sprawowała mandat posłanki do Eduskunty. Powróciła do fińskiego parlamentu w 1995, po czym z powodzeniem ubiegała się o reelekcję w wyborach w 1999 i 2003. W Eduskuncie zasiadała do 2006, kiedy to zrezygnowała z mandatu deputowanej.
Przez ponad dziesięć lat była nieprzerwanie członkinią kolejnych fińskich rządów. W kwietniu 1995 została ministrem spraw społecznych i zdrowia (oraz ministrem w resorcie środowiska) w pierwszym rządzie Paava Lipponena. W kwietniu 1999 w drugim gabinecie tegoż premiera została ministrem pracy, zaś w lutym 2000 przeszła na urząd ministra handlu i przemysłu. W kwietniu 2003 powróciła na stanowisko ministra spraw społecznych i zdrowia w rządzie Anneli Jäätteenmäki. Pozostała na tej funkcji również w utworzonym w czerwcu tegoż roku pierwszym rządzie Mattiego Vanhanena, kończąc urzędowanie we wrześniu 2005.
W 2006 objęła stanowisko dyrektora zarządzającego RAY, fińskiego państwowego organu nadzorującego część przemysłu hazardowego (w tym kasyna i automaty do gier). Funkcję tę pełniła do 2012.